# 청동 병사
청동 병사(에스토니아어: Pronkssõdur)는 에스토니아 탈린에 있는 소련병 기념물이다. 2007년 탈린 방위군 묘지로 이전되었다. 예전 이름은 탈린 해방군 기념물(에스토니아어: Tallinna vabastajate monument)이였으나, 현재 이름으로 변경되었다. 이 기념물은 제2차 세계 대전 중 1944년 9월 22일 붉은 군대가 탈린에 입성한 지 3년 후인 1947년 9월 22일에 공개되었다.
이 기념물은 백운석으로 만든 석조 구조물과 제2차 세계 대전 당시 붉은 군대 군복을 입은 2 미터(6.5피트) 높이의 군인 청동상으로 구성되어 있다. 이 기념물은 원래 탈린 중심부 토니스매기에 있는 작은 공원(소련 시절에는 '해방자 광장'이라고 불림)에 있었다. 이 공원은 소련군 유해가 묻힌 작은 매장지 위에 있었는데, 1945년 4월에 다시 매장되었다. 2007년 4월, 에스토니아 정부는 청동 병사와 소련군 유해를 발굴 및 신원 확인 후 탈린 국방군 묘지로 이장했다. 모든 유해가 그곳에 재매장된 것은 아니었다. 유족들에게 유해를 인수할 기회가 주어졌기 때문이다. 몇몇 유해는 유족들의 뜻에 따라 구소련의 여러 지역에 재매장되었다.
기념물이 상징하는 전쟁 사건에 대한 해석을 둘러싼 정치적 차이는 에스토니아의 다민족 러시아어권 제2차 세계 대전 이후 이민자들과 에스토니아인들, 그리고 러시아와 에스토니아 사이에 논란을 불러일으켰다. 기념물 이전을 둘러싼 분쟁은 탈린에서 이틀 밤 동안 이어진 폭동 (청동의 밤), 모스크바 주재 에스토니아 대사관이 일주일 동안 포위된 사건, 에스토니아 단체에 대한 사이버 공격이 발생하였다. 이 사건들은 국제적인 관심을 끌었고 수많은 정치적 반응을 불러일으켰다.